# アーベル拡大
抽象代数学において、ガロア群がアーベル群となるようなガロア拡大のことをアーベル拡大 (abelian extension) と言う。ガロア群が巡回群のときは、巡回拡大 (cyclic extension) という。ガロア拡大が可解 (solvable) であるとは、ガロア群が可解、つまり中間拡大に対応するアーベル群の列からガロア群が構成されるときを言う。
有限体の全ての有限拡大は、巡回拡大である。類体論の発展は、数体と局所体と、有限体上の代数曲線の函数体のアーベル拡大についての詳細な情報をもたらした。
円分拡大という概念があり、2つの少し異なる定義がある。1つは1の冪根による拡大のことであり、もう1つはその部分拡大のことである。例えば円分体は円分拡大である。任意の円分拡大はいずれの定義でもアーベル拡大である。
体 K が 1 の原始 n 乗根を含み、K のある元の n 乗根が添加されると、この拡大はいわゆるクンマー拡大であり、これはアーベル拡大となる。（K の標数が p > 0 のとき、p は n を割らないと仮定しなければならない。もし割るようであれば、分離拡大ですらないからである。）しかしながら、一般に、元の n 乗根のガロア群は、n 乗根と1の冪根の双方に作用し、半直積として非可換ガロア群を構成する。クンマー理論は、アーベル拡大の場合を完全に記述する。クロネッカー・ウェーバーの定理は、K が有理数体のとき、拡大がアーベル的であるということと、拡大が1の冪根を添加して得られる体の部分体であることとは同値であると言う定理である。
トポロジーにおける基本群との重要な類似がある。基本群は空間の全ての被覆空間を分類する。すなわち、1次ホモロジー群に直接関連付ける基本群のアーベル化により、アーベル被覆が分類される。